# Pizarra (Málaga)

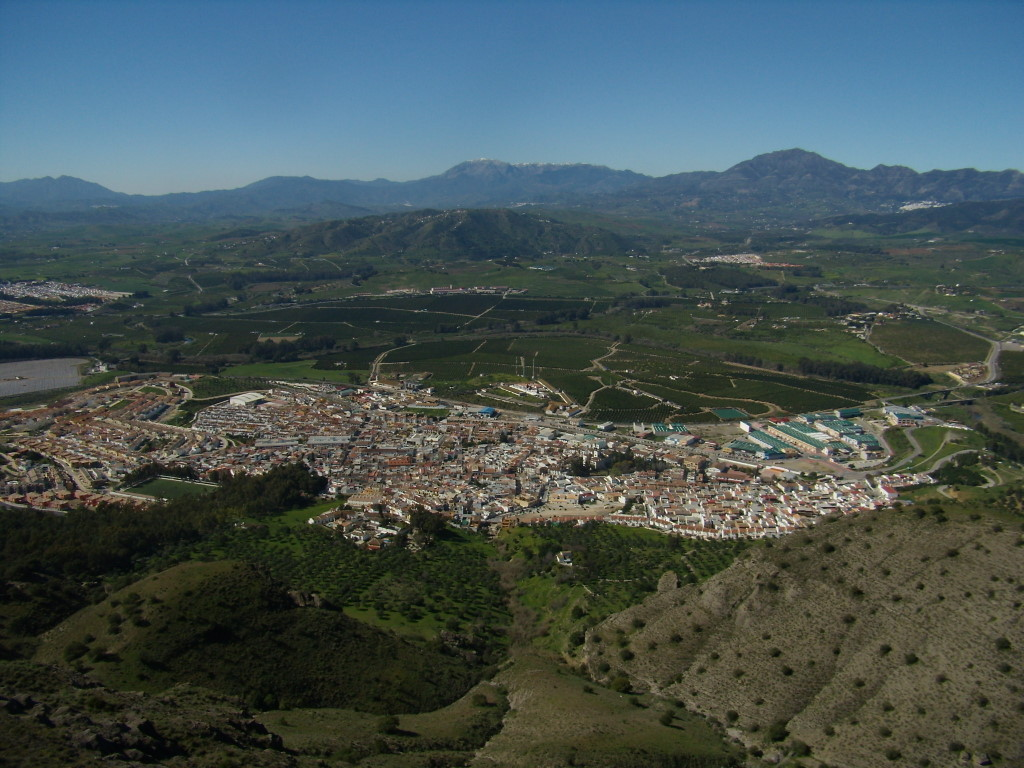
Pizarra.

Pizarra es un municipio español de la provincia de Málaga, en la comunidad autónoma de Andalucía. Está situado al centro de la provincia, en la comarca del Valle del Guadalhorce, y al noroeste de la ciudad de Málaga.
Junto a otros municipios vecinos conforma el área metropolitana de Málaga.

## Geografía
El municipio de Pizarra se encuentra en una zona estratégica en la comarca del Valle del Guadalhorce, entre Álora y Cártama. Se encuentra a 10 km con Álora y rondando 13 con Cártama. Pizarra se encuentra atravesada por el río Guadalhorce a lo largo de 8,5 kilómetros (el cual posee una anchura de 11,5) y 8 km, de este a oeste y de norte a sur, respectivamente. Pizarra también se halla rodeada por Almogía, Cártama, Coín, Álora y Casarabonela.
Se encuentra a 80 metros sobre el nivel del mar. Su altura cumbre se encuentra en la sierra de Gibralmora, con 447 metros sobre el nivel del mar, que ofrece por la vertiente que da a Pizarra, un paisaje singular de rocas de arenisca que se hace espectacular en algunas de las formas que esa roca presenta en la cima.
Pizarra está muy bien comunicada con su capital, Málaga, que se encuentra a 30 km y del pueblo se puede llegar a ella por carretera, autobús o ferrocarril.
Pizarra es un municipio dedicado al regadío, ya que cuenta con una superficie municipal de algo más de 64 km² dedicados a ello. Los productos locales de la tierra son los típicos del Valle del Guadalhorce, al igual que los pueblos colindantes. En secano, el cultivo más importante es el olivar y el almendro, y en menor medida, pero no menos importante cereales y leguminosas. En cuanto en regadío, predomina los limoneros y naranjos. 
Por la mitad occidental del término, los nuevos regadíos del Guadalhorce han transformado las pequeñas lomas y terrenos ondulados en bancales donde se cultivan cítricos, cultivos subtropicales y otros frutales, completando y realzando el paisaje de las huertas tradicionales.
Algarrobos centenarios, olivos, higueras, almendros, nogales y árboles frutales embellecen el paisaje durante todo el año. El agua potable proviene de sus altas montañas, pródigas en numerosos arroyos.
La propiedad de la tierra, por el contrario, aquí está más concentrada, lo que produce un elevado número de trabajadores eventuales, temporeros que dependen de las épocas de recolección, y otros en menor medida que son autónomos. De otro lado, existe poca incidencia de cooperativas agrícolas. En ganadería, destacan la explotación de granjas de gallinas y cerdo. De ahí que estén radicados fábricas de piensos y harina, además de algunas cooperativas textiles y talleres de carpintería metálica. El sector de la construcción es más dinámico que el industrial.
El sector terciario da empleo a la cuarta parte de la población. Es por aquí por donde camina el futuro de estos pueblos, por la simbiosis naturaleza-trabajo-servicios. En estos últimos años los está teniendo mayor relevancia el turismo rural.

## Historia

### Origen de la Villa
En tiempos de la reconquista de Álora (22 de junio de 1484) no existía esta villa, pero a finales del siglo XV aparece ya el lugar de la Pizarra, levantado sobre tierras de Diego Romero. En el último tercio del siglo XVI aparece como villa, teniendo para su gobierno Alcalde Ordinario y para la custodia de sus campos un Alcalde de Hermandad. En 1592 ejercían tales cargos los vecinos Alonso Boza y Bartolomé de Vargas.
En esta fecha el alcalde de Málaga Licenciado Osorio, despojó de sus oficios a esos dos citados alcaldes de Pizarra. No conformes con la privación de sus cargos, piden justicia y la Real Audiencia y Chancillería de Granada, el 16 de diciembre de 1594, condenó al Alcalde Mayor de Málaga y a otros regidores de la misma, a una multa y a la restitución de las varas que les fueron quitadas. Por Real Cédula expedida en Granada el 26 de enero de 1595, el Escribano de Málaga Manuel Sánchez Boza, restituyó a ambos alcaldes pizarreños sus respectivos oficios. Desde esa fecha Pizarra vino nombrando sus alcaldes propios, aunque sometidos a la jurisdicción de la ciudad de Málaga, salvo en materia eclesiástica, ya que fue anejo de Álora en el servicio parroquial.

### Consolidación
En 1566, el obispo de Málaga Francisco Blanco Salcedo, modelo de virtud evangélica y destacado teólogo en el Concilio de Trento, erigió a sus expensas una ermita donde recibió culto y veneración la Virgen de la Fuensanta, patrona de esta villa.
En el año 1630 consta el establecimiento de pila bautismal en su iglesia, que fue erigida en Parroquia, nombrando como cura independiente el año 1652, ya que el vecindario había crecido hasta pasar de los doscientos.
La laboriosidad de sus habitantes hizo progresar y crecer la población, sobre todo a finales del siglo XVIII. Este desarrollo encontraba una dificultad grande: la carencia de jurisdicción, pues solo la tenía sobre el casco de la población ("de goteras adentro", como dicen los documentos de la época).
La necesidad de expansionarse en cultivos y pastos de sus ganados, originaron frecuentes disputas con los pueblos limítrofes, especialmente con Álora. Consta ya en 1748 la existencia de un litigio con Álora sobre el derecho a pastar los ganados de Pizarra en término aloreño. Toda la segunda mitad del siglo XVIII y la primera mitad del siglo XIX se desarrolla en continuos litigios con Álora, Casapalma, Cártama y Casarabonela.
Así en 1781 los pizarreños reclaman un beneficio a la parroquia de Álora para su curato. Igualmente, los excesos en la imposición de contribuciones a los vecinos de este lugar por sus labranzas, consumos, tratos y granjerías dentro de la jurisdicción de Álora, originan frecuentes y prolongados litigios, en los que Pizarra y sus habitantes dieron cumplida muestra de su carácter independiente, tesonero y defensor de sus derechos.

### La independencia: elsigloXIX
A principios del siglo XIX cuenta Pizarra con cerca de trescientos vecinos, gobernándose por un alcalde pedáneo, un regidor síndico y dos diputados, aunque careciendo de jurisdicción ordinaria y hallándose sometido a la justicia de Álora.
Ese sometimiento causa vejaciones a los vecinos, tanto en los negocios judiciales, como en las denuncias y repartimientos de contribuciones y por ello deciden acudir el 7 de febrero de 1803 al rey Carlos IV solicitando la separación del lugar de La Pizarra de la jurisdicción de Álora y de cualquiera otra, así como la concesión del real privilegio de villazgo y la asignación del término y jurisdicción.
Tras largo e incidentado pleito, en el que los pizarreños dieron pruebas una vez más de su tenacidad y sacrificios, por real cédula de Fernando VII, de fecha 19 de enero de 1818, obtuvieron la gracia de villazgo, aunque no el término jurisdiccional, ante la oposición de Álora, Casapalma y Málaga.
Ante tal privilegio, nuevamente Álora, se opone y solicita la retención de la gracia. Para la continuación de estos litigios, los vecinos de Pizarra, con un gran espíritu de solidaridad y sacrificio, solicitan la imposición de arbitrios en varias ocasiones. Por fin se obtiene, el 4 de abril de 1821, al amparo de la Constitución de Cádiz y el decreto de Cortes de 23 de junio de 1813, el señalamiento del término jurisdiccional correspondiente, en atención al crecido número de habitantes que ya tiene, con lo cual el pueblo podría llegar a su apogeo y libertad.
La oposición de los pueblos vecinos se recrudece ante la desmembración de sus términos, pero las razones de Pizarra son reconocidas por el Tribunal Supremo de Justicia y en 1847 se obtiene la real ejecutoria concediendo el término municipal.

### La Conferencia de Pizarra
Como hecho histórico destacado con posterioridad a la concesión del Villazgo, hemos de resaltar la celebración en el Palacio de los Condes de Puerto Hermoso, el 5 de febrero de 1922, de la conocida en el mundo de la política como Conferencia de Pizarra. Para tratar de los asuntos que planteaba la guerra de Marruecos, se reunieron en el palacio indicado y en la mañana de ese día, el alto comisario de España en Marruecos, general Berenguer, el almirante Aznar, el presidente del Gobierno Antonio Maura y varios ministros. La conferencia se celebró con una gran reserva en orden a lo tratado, estudiándose en ella la sumisión de El Raisuni y los proyectos de operaciones de Alhucemas, que luego llevaría a cabo el general Primo de Rivera.

## Monumentos y lugares de interés
Lugares interesantes para visitar en el municipio: 
- Ermita mozárabe de Nuestra Señora de la Fuensanta, patrona de Pizarra.

El edificio cuenta con un atrio construido y con una sola nave excavada en la roca y dividida en tres tramos mediante arcos fajones apoyados en placas, cubriéndose el más próximo a los pies con bóveda vaída y los otros dos con bóvedas de arista con rosetones en la clave, cuyas yeserías nos sitúan en la primera mitad del siglo XVIII.
La ermita fue restaurada a principio del siglo XX, sustituyendo entonces el retablo de madera por el actual de mármol y dotándola de una portada Neogótica
- La Iglesia Parroquial de San Pedro Apóstol.

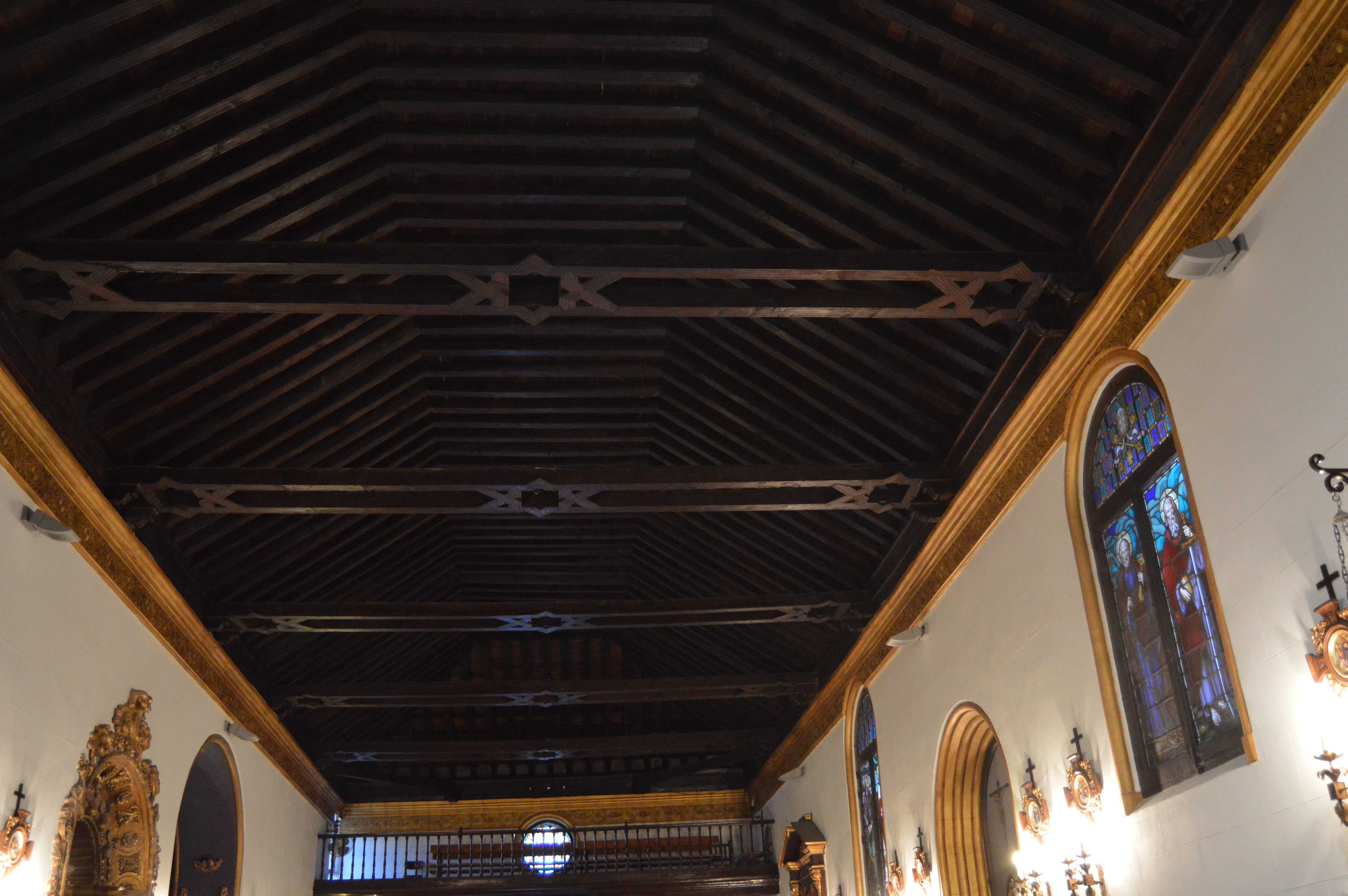
Artesanado mudéjar de la Iglesia de San Pedro en Pizarra (Málaga)

Es una construcción de una sola nave mudéjar y artística artesonado. La torre está situada en la cabecera del lado de la Epístola, tiene planta cuadrada y levanta tres cuerpos. Los dos primeros de mampostería y el tercero, de ladrillo. En 1862, el cuerpo de campanas fue agregado gracias a la Compañía del Ferrocarril de Málaga a Córdoba. Se dotó a la Iglesia de una nueva portada de entrada en ese mismo período, trayéndose desde San Sebastián los rosetones y las vidrieras que aún se conservan.
Hoy en día, casi todo lo que alberga en su interior fue adquirido a partir de 1939, gracias a la ayuda de los Condes de Puerto Hermoso y del pueblo en general.
En 2011 fue restaurado su interior.
- El Sagrado Corazón de Jesús, conocido como El Santo.

En año 1916, el entonces Conde de Puerto Hermoso, Don Fernando Soto Aguilar, manda construir un Sagrado Corazón de Jesús en bronce y hierro de 2,5 m de altura, para colocarlo en la cima de la sierra. En 1936, durante la Guerra Civil es destruido, siendo la imagen arrancada de su base y precipitada al barranco, rompiéndose en pedazos. En 1940 se instala en el mismo lugar una gran Cruz de madera, depositándose en su base los restos del Santo que se pudieron recuperar.
Años más tarde fue destruida por un rayo y el fue sustituida por otra que se mantuvo en el sitio hasta el 20 de diciembre de 1994 con motivo del arreglo de dicho emplazamiento para la entronización de un nuevo Corazón de Jesús. Hecho que tuvo lugar el 28 de febrero de 1995, con la celebración de una Eucaristía, concelebrada por el vicario y varios párrocos de la zona y una romería, con la asistencia de numeroso público. Dicho evento se celebra desde entonces cada 28 de febrero.
- El palacio de los condes de Puerto Hermoso.

Conocido en el municipio como El palacio del Conde. Fue quemado durante la Guerra Civil y restaurado posteriormente, estado en el que se encuentra en la actualidad. En dicgo Palacio se encuentran numerosas obras de arte de gran valor, entre otras, la serie de tapices flamencos sobre escenas del Quijote, el cuadro de Goya Carlos III cazador y el tapiz gótico representando a reina rodeada de cortesanos, obras declaradas Bien de Interés Cultural. Fue edificado a principios del siglo XX, sobre los cimientos de las viejas casas del Mayorazgo. El edificio consta de una parte central de dos plantas y tres torres laterales de tres plantas. Rodeado de un amplio y bello jardín con diferentes especies botánicas. 
- Convento de las Hermanas de la Cruz.

El convento de las Hermanas de la Cruz, debe su fundación a  D. Pedro de Soto y Domecq, V Conde de Puerto Hermoso. Las Hermanas de la Cruz llegaron a Pizarra en octubre de 1955 asentándose en el convento y dando el nombre a este, a pesar de que anteriormente en 1925 era ocupado por las Hermanas Dominicas. El convento consta de dos edificios dando por este motivo a dos diferentes calles,  C/ Alta y C/ Santa Ángela de la Cruz, antigua calle de la Higuereta, separadas por un patio interior.  Uno de los módulos del edificio estaba dedicado a la formación de jóvenes mediante talleres y escuela. En el otro módulo se encuentra la capilla y todas las pertenencias religiosas, donde actualmente se continúa realizando misa, siendo este el edificio central.
- Tumbas prehistóricas de Castillejos de Luna.

En los parajes conocidos como el Castillejo de Luna y la Cañada del Sordo encontramos una necrópolis de tumbas en cista. El yacimiento, que ronda la decena de cistas, ha sido muy castigado por expoliadores y en parte destruido por extracciones de tierra realizadas en la zona.
- Cascareros.

El cascarero es un elemento singular del Valle del Guadalhorce. Estos son construcciones típicas, y su función principal es el secado de las cáscaras de los cítricos que eran usadas después para la industria de la pólvora.
- Parque Icona y "Raja Ancha"

El parque Icona y "Raja Ancha" se considera el inicio de "Contrastes y Azahar" -ruta de senderismo que recorre el municipio- Tanto el parque como "Raja Ancha" se consideran el pulmón de Pizarra, debido a la variedad de vegetación y cultivos que se encuentran. El comienzo de la ruta se da por el Parque.

## Geografía humana

### Demografía
Cuenta con una población de 10 177 habitantes (INE 2024).
| Gráfica de evolución demográfica de Pizarra entre 1842 y 2021                                                         |
| |
| Población de derecho según los censos de población del INE. Población de hecho según los censos de población del INE. |

Incluye barriadas importantes como Zalea, Cerralba, Partido Gibralmora y barriada La Vega Hipólito. El centro de población más importante y que le da nombre al pueblo es Pizarra.
Al igual que ocurre con otros municipios del Valle del Guadalhorce -como Alhaurín De la Torre, Alhaurín el Grande o Cártama-, la población de Pizarra se ha visto afectada, positivamente, por la expansión del Área Metropolitana de Málaga. Esta afección aparece claramente marcada en la evolución demográfica que el municipio ha experimentado desde 2001, habiendo recibido, tan sólo en el periodo 2017/2021, un total de 623 inmigrantes procedentes de Málaga capital, provenientes, en su mayor parte, de áreas con ingresos  por hogar medios

### Economía

#### Evolución de la deuda viva municipal
| Gráfica de evolución de Deuda viva del Ayuntamiento de Pizarra entre 2008 y 2020                                   |
| |
| Deuda viva del Ayuntamiento de Pizarra en miles de euros según datos del Ministerio de Hacienda y Función Pública. |

## Política y administración
La administración política del municipio Pizarra se realiza a través de un Ayuntamiento de gestión democrática cuyos componentes se eligen cada cuatro años por sufragio universal. El censo electoral está compuesto por todos los residentes empadronados en Pizarra mayores de 18 años y nacionales de España y de los restantes Estados miembros de la Unión Europea. Según lo dispuesto en la Ley del Régimen Electoral General, que establece el número de concejales elegibles en función de la población del municipio, la Corporación Municipal de Pizarra está formada por 13 concejales. En las elecciones municipales de 2015 el Partido Socialista Obrero Español de Andalucía (PSOE-A) tiene 5 concejales, 5 el Partido Popular Andaluz (PP) y 3 Izquierda Unida Los Verdes-Convocatoria por Andalucía (IULV-CA). Izquierda Unida Los Verdes-Convocatoria por Andalucía decidió abstenerse para facilitar la alcaldía a Ana Berlanga García (PSOE-A) obteniendo esta el cargo de alcaldesa al ser la lista más votada. En 2016 el partido de Izquierda Unida dirigido por Zacarías Gómez Calvo decidió cambiar de opinión y pactar con el Partido Popular, convirtiendo en alcalde a Félix F. Lozano Narvaéz (Partido Popular Andaluz ).
En 2019 el Partido Popular Andaluz (PP) obtuvo 8 concejales, 4 el  Partido Socialista Obrero Español de Andalucía (PSOE-A) y 1 Izquierda Unida Los Verdes-Convocatoria por Andalucía
En las últimas elecciones (2023) el Partido Popular Andaluz (PP) repitió la mayoría absoluta con 9 concejales, 3 el Partido Socialista Obrero Español de Andalucía (PSOE-A) y 1 Izquierda Unida Los Verdes-Convocatoria por Andalucía, revalidando Félix F. Lozano Narvaéz la alcaldía de Pizarra.
| Periodo   | Nombre                                      | Partido   |
| --------- | ------------------------------------------- | --------- |
| 1979-1983 | Juan Gámez Montero                          | PCE-PCA   |
| 1983-1987 | Juan Gámez Montero                          | PCE-PCA   |
| 1987-1991 | Juan Gámez Montero                          | IULV-CA   |
| 1991-1995 | Juan Gámez Montero Zacarías Gómez Calvo     | IULV-CA   |
| 1995-1999 | Rafael Sturla Almodóvar                     | PP        |
| 1999-2003 | Zacarías Gómez Calvo                        | IULV-CA   |
| 2003-2007 | Zacarías Gómez Calvo                        | IULV-CA   |
| 2007-2011 | Francisco José Vargas Ramos                 | PSOE-A    |
| 2011-2015 | Francisco José Vargas Ramos                 | PSOE-A    |
| 2015-2019 | Ana Berlanga García Félix F. Lozano Narváez | PSOE-A PP |
| 2019-2023 | Félix F. Lozano Narváez                     | PP        |
| 2023-act. | Félix F. Lozano Narváez                     | PP        |

## Servicios
Los servicios que se ofrecen son:
Seguridad ciudadana
- Policía Local
- Protección Civil

Oficina de Comunicación
Museo Municipal
Oficina de Turismo
Biblioteca Municipal
Tanatorio Municipal
Oficina Municipal de Información al Consumidor
Servicios Sociales
Servicio Médico con Pediatría y Urgencias 24 h con UVI Móvil.
Centro de Información Juvenil
Empleo
- Andalucía Orienta
- Empleo y Desarrollo Local

Centro Guadalinfo
Punto Limpio

## Transporte público
Pizarra está comunicada mediante el Ferrocarril de Cercanías C-2 Álora-Málaga, un servicio de autobús urbano municipal y un servicio de Taxis.
Pizarra está integrado en el Consorcio de Transporte Metropolitano del Área de Málaga, que opera diversas rutas de autobuses interurbanos en su territorio. Pueden consultarse en el siguiente enlace

## Cultura

### Celebraciones y Fiestas populares
Todos los años desde 14 al 18 de agosto se celebra la Real Feria, en honor a la Patrona Virgen de la Fuensanta, acordándose festejarla el 15 de agosto.
Otros de los momentos importantes para Pizarra es su Semana Santa.
- El Domingo de Ramos: se procede por la mañana a una misa donde posteriormente se lleva a cabo la Bendición de las palmas.
- El Martes Santo: se da lugar al traslado de la imagen del Santísimo Cristo del Perdón.
- El Miércoles Santo: procesión del Santísimo Cristo Atado a la Columna en Zalea, y traslado de Nuestra Señora de las Penas.
- Jueves Santo: procesión de la Imagen de Nuestro Padre Jesús Nazareno así como de la Virgen de los Dolores.
- Viernes Santo: procesión de la Imagen del Santísimo Cristo del Perdón y de Nuestra Señora de la Soledad. A medianoche el pueblo se encuentra en penitencia para recibir al Santísimo Cristo Yacente de la Paz y a Nuestra Señora de las Penas.
- Domingo de Resurrección: procesión del Santísimo Cristo Resucitado.

También se celebra:
- Feria de Zalea, en el mes de mayo. En honor a San Isidro Labrador.
- Feria de Cerralba, en el mes de junio. En honor a la Virgen de la Rosa.
- Feria de la Vega, en el mes de julio.
- Cabalgata de Reyes, el día 5 de enero.
- Carnaval, con pasacalles.
- Romería El Santo, celebrada el día 28 de febrero.
- Verbena de San Juan.
- Ruta de la Tapa. Dando a conocer a todos los visitantes los principales bares y restaurantes pizarreños y donde se puede disfrutar de las mejores tapas del lugar.
- Día de las Migas Pastoreñas.  Primero domingo del mes de diciembre, donde se apuesta por la recuperación de este plato típico de los trabajadores del campo, y que viene siendo cocinado en el seno doméstico.

### Gastronomía
En cuanto a la gastronomía, en Pizarra, al igual que los demás pueblos de la comarca, basa los platos de su cocina en la rica huerta regada por el río Guadalhorce. Algunos platos típicos de Pizarra son la "sopa aplastá", que es una variante de las sopas perotas donde todos los ingredientes se mezclan bien antes de servir, el majillo de espárragos y el gazpacho. Cuando se come la “sopa aplastá” es típico dejar una parte a la que se le añade atún, huevos cocidos y cebolleta para formar el “bolo pizarreño” y tomar como segundo plato. Otros platos son "La tortilla de patatas", "el majaillo de espárragos" y "el gazpacho". Los dulces tradicionales de Pizarra son las empanadillas de batata (o también llamado borococo), hecha por muchos de vecinos de forma totalmente artesanal, los roscos de Cerralba y las rosquillas de pan de higo.
Además en Semana Santa es muy típico comer torrijas endulzadas con azúcar y canela.